# 소로이
소로이(Шолой, 硕垒, 1577년 ~ 1655년) 또는 소로이 세첸 칸(Шолой сэцэн хан)은 몽골 외 할하부의 4아이막의 하나인 세첸칸부의 초대 칸이자, 청나라의 세첸칸부 역대 총독의 선조들이다. 존칭은 마하 삼마디(Маха самади 玛哈萨嘛谛)로, 올누 외괴그드센 마하삼마디 세첸 칸(ᠣᠯᠠᠨ᠎ᠠ ᠡᠷᠭᠦᠭᠳᠡᠭᠰᠡᠨ ᠮᠠᠬᠠᠰᠠᠮᠠᠳᠢ ᠰᠡᠴᠡᠨ ᠬᠠᠭᠠᠨ Олноо өргөгдсөн Маха самади Сэцэн хаан）), 고귀한 마하, 삼마디와 같은 현명한 칸이라는 뜻이다. 1624년~1635년 몽골 지역을 점령했으나, 1636년 대칸 링단 칸과 지지자들이 청나라로 투항하면서 몽골 통일에 실패했다.
1624년 링단 칸에게서 도망친 아브가부, 수니드부의 왕공족들은 그를 마하사마디 성 세첸 칸으로 추앙했다. 1635년 링단 칸 사후 몽골의 상당부분을 점령하였다. 그는 여러차례 양양태후와 에제이 칸에게 항복을 요구했으나, 양양태후와 에제이 칸은 청나라로 투항했고, 소로이 역시 청나라에 항복하였다. 1646년 수니드부의 등지사(腾机思)를 시켜 반청나라 반란을 일으키고, 비밀리에 아들 분파이에게 3만 병력을 딸려 보냈으나 참패하고 등지사는 청나라에 투항했다. 이후 청나라의 하인으로 종속되었다.

## 생애

### 통일 전쟁
바투몽케 다얀 카안의 11번째 아들 게르센제의 증손으로, 게르센제의 넷째 아들 아민두라르(Аминдурал)의 손자이고, 모로부임(Муруй буйм, 몽골어로 구부러져 있다는 뜻)의 아들이고 어머니는 알수 없으며, 부인은 수무다라(Сумдара)로, 링단 칸의 카툰 양양태후와 자매간이다. 소로이의 할아버지 아민두라르는 케룰렌강 북쪽의 영역 일부를 영지로 물려받았다.
1624년에는 링단 칸에게서 도망친 아바가부와 [[수니드부]가 그를 마하사마디 게겐 세첸 칸(Гэгээн Сэцэн хан, 성스럽고 현명한 칸)으로 추대했다. 1627년 형제 카르 자갈(Хар Загал)의 뒤를 계승했다. 1627년 링단 칸으로부터 벗어나 자립을 선언, 수니드부의 추장들로부터 마하사마디 게겐 세첸 칸(Махасамади Гэгээн Сэцэн хан, 마하, 삼마디와 같은 성스럽고 현명한 칸)의 칭호를 받았다. 이때부터 그는 세첸 칸이라 불렸고, 외할하부 중서부에 있는 그의 아이막은 세첸 칸부, 세첸 칸 아이막이 되었다. 1635년 링단 칸이 죽자 그는 전 몽골의 세첸 칸을 선포하고, 몽골 칸국의 일정 부분을 차지했다. 그는 양양태후와 에제이 칸에게 사자를 보내 칭기즈 칸과 다얀 카안의 후손임을 주장, 양양태후가 자신의 부인 수무다라의 자매인 점을 들어, 자신에게 투항, 항복을 종용하였다. 그러나 1635년 6월 12일 양양태후 등은 무리를 이끌고 청나라 홍타이지에게 투항했다.

### 청나라 종속 이후
1635년 청나라 홍타이지에게 낙타를 조공으로 바쳤다. 1636년 봄 명나라의 와시(互市)에서 말 등을 무역했다. 이때 와시에서 말을 명나라에 팔았다는 이유로 홍타이지로부터 견책받았다. 1638년 청나라는 소로이에게 9백(九白, 백낙타 1마리, 백마 8마리)의 공물을 바치도록 요구했다.
1646년 소로이는 수니드부의 등지사(腾机思)를 시켜 청나라에 반란을 일으켰고, 아들 분파이(本巴) 등에게 3만 명의 병력을 딸려 보내 그를 돕게 했지만, 청나라 군대에 패배했다. 1648년 등지사가 청나라에 항복하자, 소로이는 사신을 보내 청나라와의 관계를 개선하기 위해 사신에게 낙타와 말 천 마리를 딸려보내 바치게 하였다. 곧 순치제의 명으로 자제를 청나라로 보내 입조하게 했다.
그는 청나라로부터 독립을 시도했으나 실패했다. 순치 9년(1652년), 연례 공물 수를 놓고 청나라와 고의로 다투다가 청나라의 질책을 받고 조공을 중단했다. 그가 죽은 후 1655년 그의 넷째 아들 바부가 그를 계승하였다.

## 사후
그의 사후 세첸칸부는 청나라를 거쳐 복드 칸이 청나라로부터 독립한 후에도 유지되다가, 몽골 인민 공화국 수립 후 해체되었다.
세첸칸부는 세첸칸부 중기(세첸칸부 본부), 세첸칸부 좌익중기, 우익중기, 중좌기, 중후기, 중전기, 중후기, 중하기, 좌익전기, 좌익후기, 우익전기, 우익후기 등 12개의 기(旗)로 분할하여 각 기에 소로이 칸의 후손을 친왕(親王), 군왕(郡王)으로 임명해 파견했다. 그는 세첸칸부 내의 각 아이막 총독들의 선조가 되었다.

## 가족 관계
- 아버지 : 모로이 부임(Муруй буйм)
- 어머니 : 미상
- 부인 : 수무다라 카툰(Сумдара Хатан)